# Station Dewsbury
Dewsbury is een spoorwegstation van National Rail in Dewsbury, Kirklees in Engeland. Het station is eigendom van Network Rail en wordt beheerd door TransPennine Express. Het station is geopend in 1848.

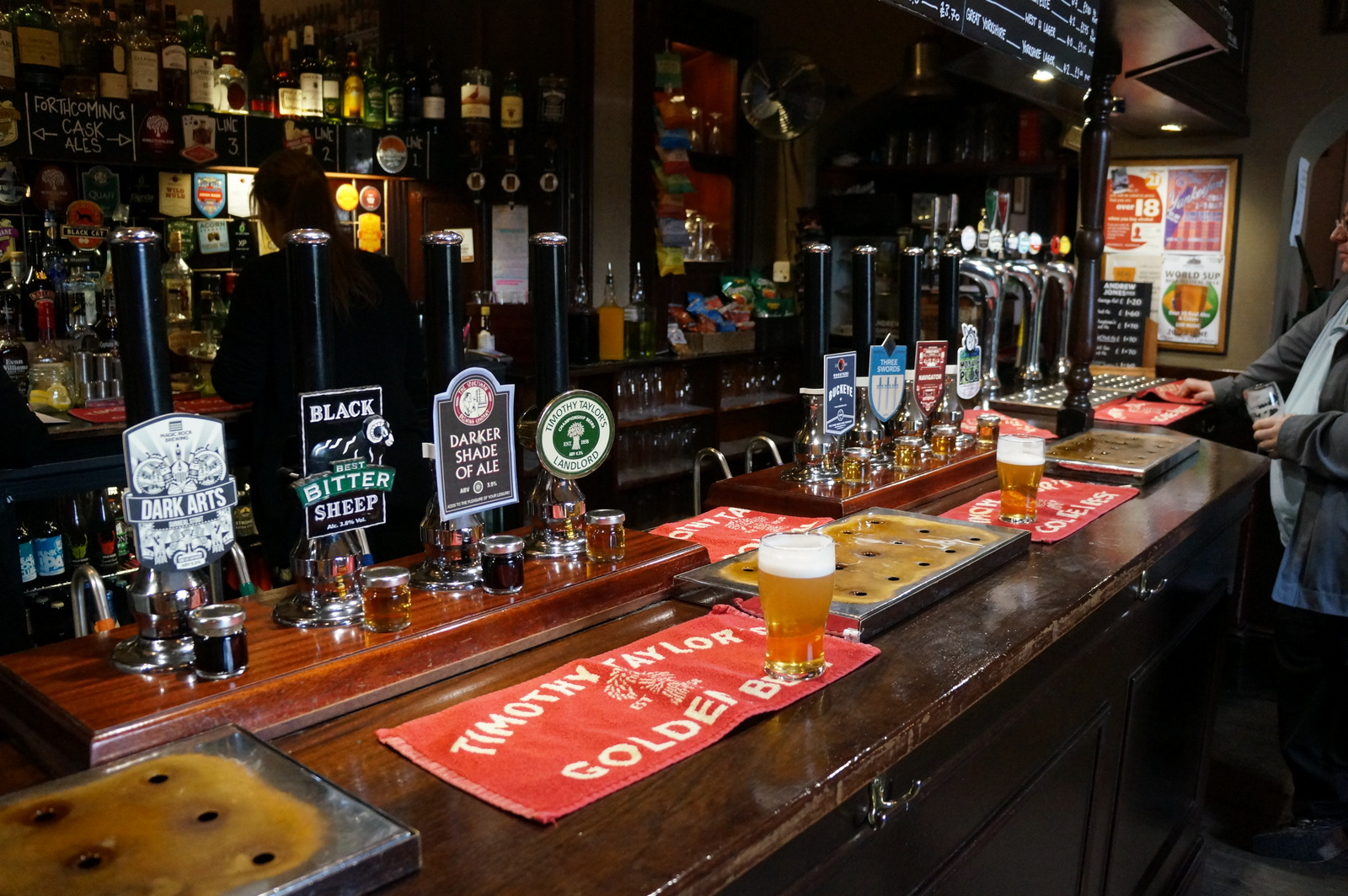
Stationsbar